# Long John Peter
Long John Peter («Питер Сильвер») — двенадцатая (заключительная) серия шестого сезона мультсериала «Гриффины». Премьерный показ состоялся 18 мая 2008 года на канале FOX, премьеру посмотрели 7,68 млн зрителей. Автор сценария — Уэллесли Уайлд, режиссёр — Доминик Польчино. Анну — девушку Криса — озвучила Аманда Байнс.

## Сюжет
Гриффины сопровождают Брайана в посещении ветеринара, так как у него болит живот. В клинике Крис замечает симпатичную практикантку Анну, и влюбляется в неё. Там же Питеру приглянулся попугай, которого он забирает с собой.
Отныне Питер повсюду появляется со своей птицей, хвастаясь перед друзьями. Куагмиру приходит в голову идея, что Питер мог бы изменить свой стиль на «пиратский», ведь у тех любимыми домашними животными всегда были именно попугаи. Тот так и поступает: одевается в пиратскую одежду, сколачивает шайку «пиратов-подручных» и берёт себе прозвище Питер Сильвер (Long John Peter). Войдя в роль, Питер действительно начинает заниматься пиратством, в частности, грабит автомобиль некого англичанина, наполненный сахарным тростником, табаком и специями. В этом бою сильные ранения получает попугай Питера, и вскоре птица погибает.
Тем временем Крис и Анна начинают встречаться. Их отношения развиваются гладко, но Питер пытается внушить сыну, что женщины любят плохих мальчиков. Послушав отца, на следующем свидании Крис называет Анну «сукой», и та немедленно бросает его. Питер пытается найти сыну другую девушку (включая Стьюи, переодетого в женское платье), но безрезультатно. Лоис объясняет Крису, что только он сам может что-либо изменить в своей жизни. Взяв этот совет на вооружение, Крис избивает Брайана стулом, чтобы был повод снова появиться в ветеринарной клинике Анны, везёт пса туда, и там извиняется перед девушкой. Анна решает дать Крису второй шанс. Брайан, забытый всеми, корчится на полу от боли.